# Desafio Internacional das Estrelas de 2007
O Desafio Internacional das Estrelas de 2007 foi a 3ª edição do Desafio Internacional das Estrelas, prova de kart que reuni astros do automobilismo mundial.
O evento foi organizado pela Carlinhos Romagnolli Promoções e Eventos, com patrocínio de Bridgestone, Prefeitura de Florianópolis, Governo de Santa Catarina e SOL, co-patrocínio de Old Eight, Fiat, Varig, CCE e Yamaha e apoio de Beiramar Shopping, JK Pneus, Costão do Santinho e Help.
As duas baterias do Desafio aconteceram no dia 25 de novembro.

## Treinos

### Primeiro treino livre
| Pos | Piloto             | Tempo  |
| --- | ------------------ | ------ |
| 1   | Michael Schumacher | 41s793 |
| 2   | Lucas di Grassi    | 41s803 |
| 3   | Felipe Massa       | 41s816 |
| 4   | Felipe Giaffone    | 41s828 |
| 5   | Rubens Barrichello | 41s907 |
| 6   | Xandinho Negrão    | 42s026 |
| 7   | Tony Kanaan        | 42s088 |
| 8   | Thiago Camilo      | 42s114 |
| 9   | Enrique Bernoldi   | 42s270 |
| 10  | Tarso Marques      | 42s290 |
| 11  | Luca Badoer        | 42s312 |
| 12  | Marcos Gomes       | 42s338 |
| 13  | Nelsinho Piquet    | 42s493 |
| 14  | Alexandre Barros   | 42s508 |
| 15  | Vitor Meira        | 42s532 |
| 16  | Antonio Pizzonia   | 42s546 |
| 17  | Luciano Burti      | 42s621 |
| 18  | Cacá Bueno         | 42s642 |
| 19  | Ricardo Maurício   | 42s693 |
| 20  | Rodrigo Sperafico  | 42s742 |
| 21  | Ricardo Zonta      | 42s857 |
| 22  | Popó Bueno         | 43s162 |
| 23  | Gil de Ferran      | 43s272 |
| 24  | Roberto Moreno     | 43s298 |

### Warm Up
| Pos | Piloto             | Tempo  |
| --- | ------------------ | ------ |
| 1   | Lucas Di Grassi    | 41s116 |
| 2   | Luciano Burti      | 41s181 |
| 3   | Felipe Massa       | 41s247 |
| 4   | Michael Schumacher | 41s268 |
| 5   | Felipe Giaffone    | 41s320 |
| 6   | Nelsinho Piquet    | 41s336 |
| 7   | Tony Kanaan        | 41s353 |
| 8   | Rubens Barrichello | 41s365 |
| 9   | Thiago Camilo      | 41s379 |
| 10  | Vitor Meira        | 41s467 |
| 11  | Antonio Pizzonia   | 41s525 |
| 12  | Enrique Bernoldi   | 41s601 |
| 13  | Cacá Bueno         | 41s605 |
| 14  | Xandinho Negrão    | 41s620 |
| 15  | Ricardo Mauricio   | 41s658 |
| 16  | Ricardo Zonta      | 41s677 |
| 17  | Marcos Gomes       | 41s733 |
| 18  | Alexandre Barros   | 41s767 |
| 19  | Rodrigo Sperafico  | 41s829 |
| 20  | Gil de Ferran      | 42s170 |
| 21  | Popó Bueno         | 42s188 |
| 22  | Luca Badoer        | 42s247 |
| 23  | Tarso Marques      | 42s261 |
| 24  | Pupo Moreno        | 42s542 |

### Treino classificatório
| Pos                              | Piloto             | Tempo  |
| -------------------------------- | ------------------ | ------ |
| 1                                | Nelsinho Piquet    | 41s856 |
| 2                                | Lucas Di Grassi    | 41s972 |
| 3                                | Felipe Massa       | 41s999 |
| 4                                | Michael Schumacher | 42s058 |
| 5                                | Luciano Burti      | 42s245 |
| 6                                | Felipe Giaffone    | 42s330 |
| 7                                | Rubens Barrichello | 42s361 |
| 8                                | Xandinho Negrão    | 42s417 |
| 9                                | Marcos Gomes       | 42s773 |
| 10                               | Thiago Camilo      | 43s122 |
| Eliminados da superclassificação |                    |        |
| 11                               | Antonio Pizzonia   | 41s630 |
| 12                               | Vitor Meira        | 41s683 |
| 13                               | Ricardo Zonta      | 41s742 |
| 14                               | Enrique Bernoldi   | 41s801 |
| 15                               | Tony Kanaan        | 41s847 |
| 16                               | Alexandre Barros   | 41s874 |
| 17                               | Luca Badoer        | 41s991 |
| 18                               | Ricardo Mauricio   | 42s006 |
| 19                               | Rodrigo Sperafico  | 42s028 |
| 20                               | Tarso Marques      | 42s190 |
| 21                               | Popó Bueno         | 42s357 |
| 22                               | Cacá Bueno         | 42s360 |
| 23                               | Roberto Moreno     | 42s415 |
| 24                               | Gil de Ferran      | 42s612 |

## Resultados

### Primeira bateria
| Pos | Piloto             | Tempo       |
| --- | ------------------ | ----------- |
| 1   | Michael Schumacher | 21min59s406 |
| 2   | Nelsinho Piquet    | + 5s687     |
| 3   | Luciano Burti      | + 5s737     |
| 4   | Rubens Barrichello | + 8s147     |
| 5   | Lucas Di Grassi    | + 8s218     |
| 6   | Marcos Gomes       | + 9s090     |
| 7   | Felipe Massa       | + 16s328    |
| 8   | Thiago Camilo      | + 16s548    |
| 9   | Ricardo Zonta      | + 18s736    |
| 10  | Tony Kanaan        | + 19s107    |
| 11  | Enrique Bernoldi   | + 22s220    |
| 12  | Vitor Meira        | + 22s616    |
| 13  | Ricardo Mauricio   | + 29s499    |
| 14  | Cacá Bueno         | + 34s065    |
| 15  | Popó Bueno         | + 34s252    |
| 16  | Tarso Marques      | + 36s523    |
| 17  | Popo Moreno        | + 36s703    |
| 18  | Xandinho Negrão    | + 1 volta   |
| 19  | Gil de Ferran      | + 1 volta   |
| 20  | Antonio Pizzonia   | + 10 voltas |
| 21  | Felipe Giaffone    | + 10 voltas |
| 22  | Rodrigo Sperafico  | + 12 voltas |
| 23  | Alexandre Barros   | + 31 voltas |

- Volta mais rápida: Rubens Barrichello, em 40s681

### Segunda bateria
| Pos | Piloto             | Tempo       |
| --- | ------------------ | ----------- |
| 1   | Lucas di Grassi    | 22m12s328   |
| 2   | Luciano Burti      | + 3s506     |
| 3   | Felipe Massa       | + 4s579     |
| 4   | Rubens Barrichello | + 4s775     |
| 5   | Marcos Gomes       | + 6s674     |
| 6   | Michael Schumacher | + 7s087     |
| 7   | Felipe Giaffone    | + 7s273     |
| 8   | Antonio Pizzonia   | + 11s157    |
| 9   | Tony Kanaan        | + 16s198    |
| 10  | Vitor Meira        | + 21s943    |
| 11  | Enrique Bernoldi   | + 23s248    |
| 12  | Rodrigo Sperafico  | + 24s042    |
| 13  | Ricardo Zonta      | + 29s616    |
| 14  | Roberto Moreno     | + 30s973    |
| 15  | Luca Badoer        | + 31s273    |
| 16  | Popó Bueno         | + 31s416    |
| 17  | Nelsinho Piquet    | + 1 volta   |
| 18  | Ricardo Mauricio   | + 1 volta   |
| 19  | Tarso Marques      | + 1 volta   |
| 20  | Thiago Camilo      | + 2 voltas  |
| 21  | Cacá Bueno         | + 12 voltas |
| 22  | Alexandre Barros   | + 13 voltas |
| 23  | Gil de Ferran      | + 14 voltas |
| 24  | Xandinho Negrão    | + 23 voltas |

- Volta mais rápida: Michael Schumacher, em 40s956

### Resultado final
| Pos | Piloto              | Pontos |
| --- | ------------------- | ------ |
| 1   | Michael Schumacher  | 35     |
| 2   | Luciano Burti       | 33     |
| 3   | Lucas di Grassi     | 31     |
| 4   | Rubens Barrichello  | 26     |
| 5   | Felipe Massa        | 24     |
| 6   | Marcos Gomes        | 21     |
| 7   | Nelsinho Piquet     | 20     |
| 8   | Tony Kanaan         | 13     |
| 9   | Ricardo Zonta       | 10     |
| 10  | Enrique Bernoldi    | 10     |
| 11  | Vitor Meira         | 10     |
| 12  | Felipe Giaffone     | 9      |
| 13  | Thiago Camilo       | 8      |
| 14  | Antonio Pizzonia    | 8      |
| 15  | Rodrigo Sperafico   | 4      |
| 16  | Ricardo Maurício    | 3      |
| 17  | Cacá Bueno          | 2      |
| 18  | Roberto Pupo Moreno | 2      |
| 19  | Popó Bueno          | 1      |
| 20  | Luca Badoer         | 1      |
| 21  | Tarso Marques       | 0      |
| 22  | Xandinho Negrão     | 0      |
| 23  | Gil de Ferran       | 0      |
| 24  | Alex Barros         | 0      |